# Puits-et-Nuisement
Puits-et-Nuisement ist eine französische Gemeinde mit 201 Einwohnern (Stand: 1. Januar 2022) im Département Aube in der Region Grand Est (vor 2016 Champagne-Ardenne); sie gehört zum Arrondissement Bar-sur-Aube und zum Kanton Vendeuvre-sur-Barse. 

## Geographie
Puits-et-Nuisement liegt etwa 25 Kilometer ostsüdöstlich von Troyes. Umgeben wird Puits-et-Nuisement von den Nachbargemeinden Vendeuvre-sur-Barse im Westen und Norden, Magny-Fouchard im Norden und Osten, Montmartin-le-Haut im Osten und Südosten, Longpré-le-Sec im Süden sowie Beurey im Süden und Südwesten.

## Bevölkerungsentwicklung
| Jahr                       | 1962 | 1968 | 1975 | 1982 | 1990 | 1999 | 2006 | 2011 | 2019 |
| Einwohner                  | 218  | 209  | 182  | 210  | 204  | 192  | 203  | 208  | 216  |
| Quellen: Cassini und INSEE |      |      |      |      |      |      |      |      |      |

## Sehenswürdigkeiten
- Kirche Assomption-de-la-Sainte-Vierge in Le Puits, Monument historique seit 1990
- Kirche Saint-Philippe in Nuisement

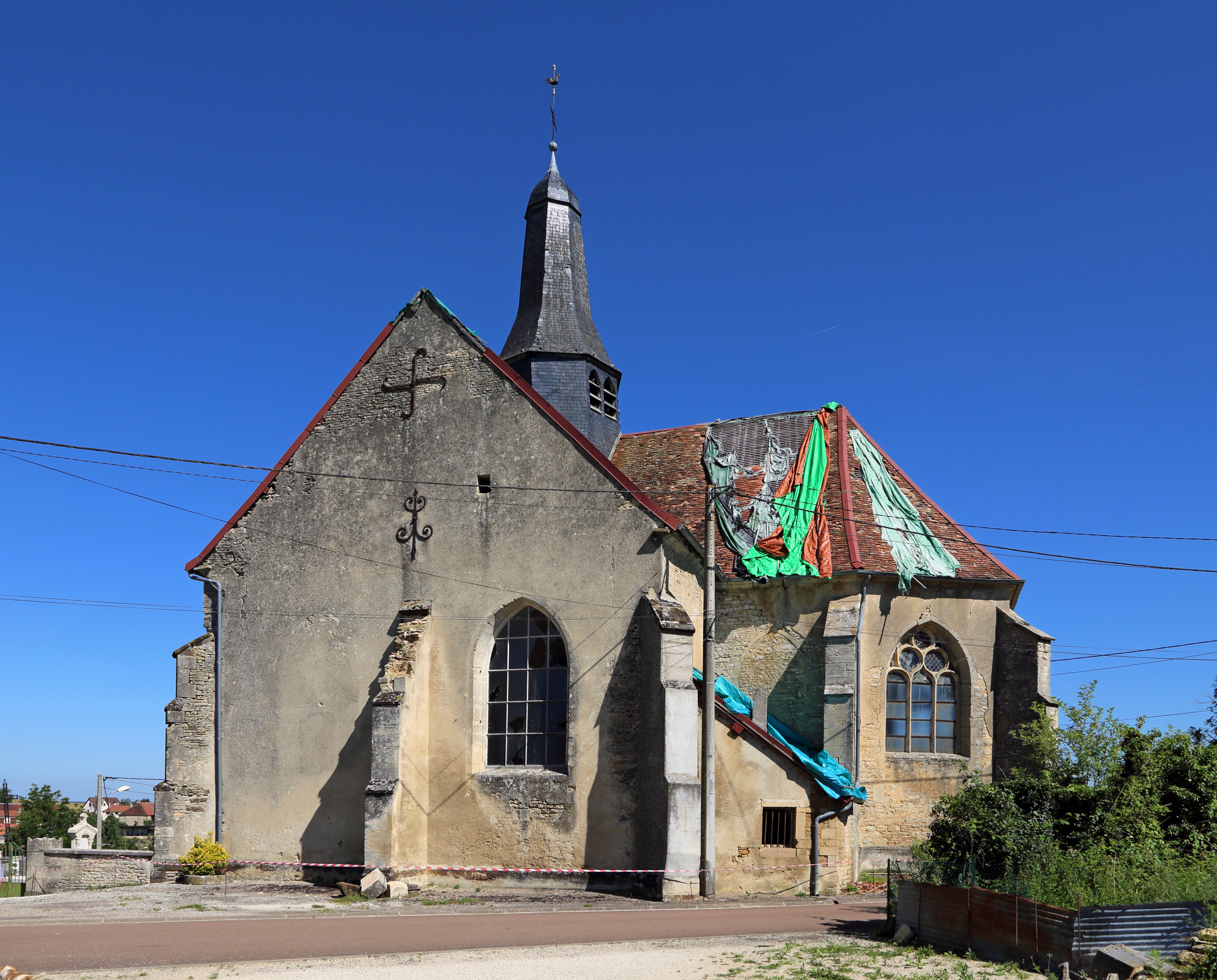
Kirche Assomption-de-la-Sainte-Vierge
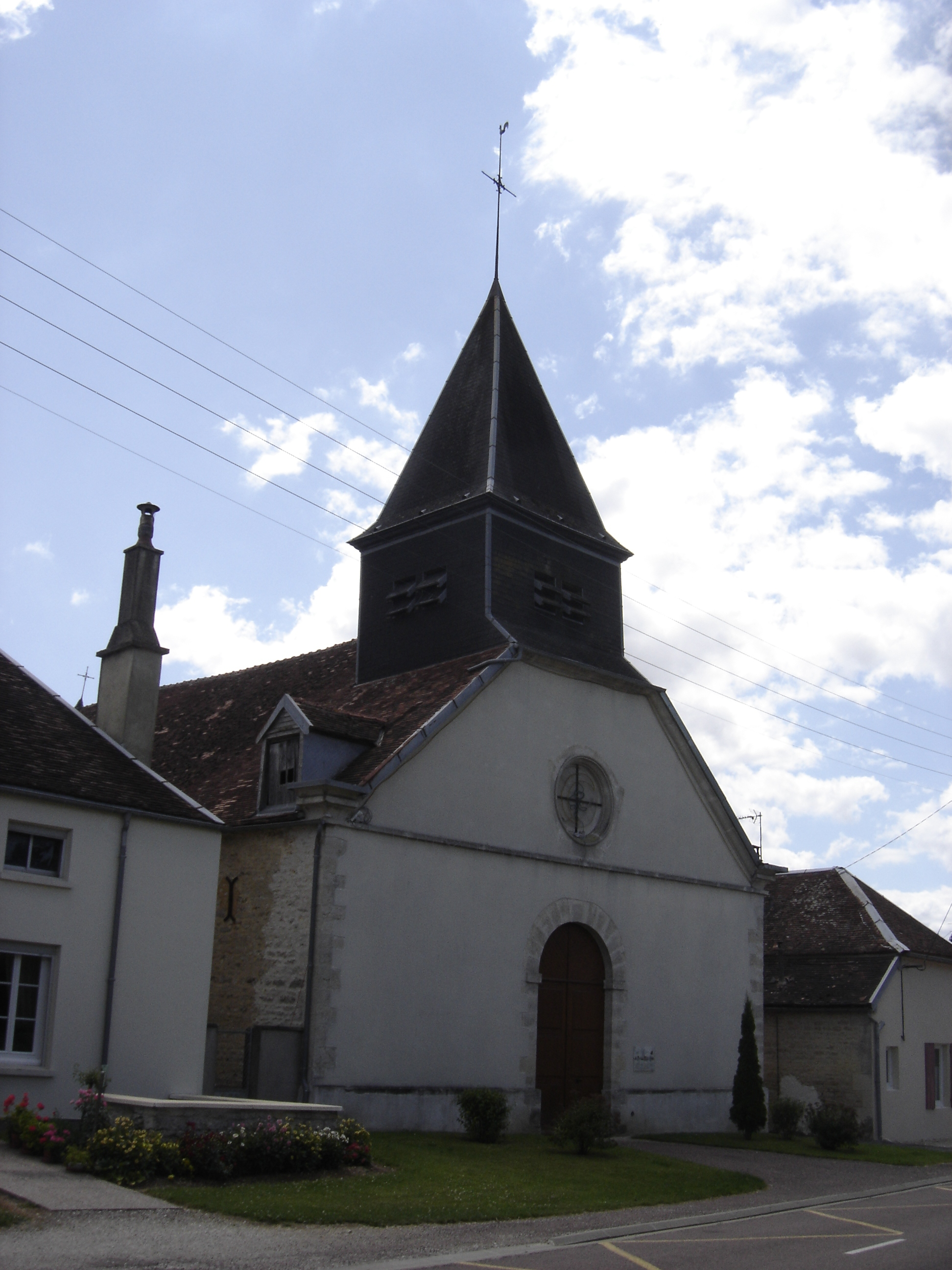
Kirche Saint-Philippe